# Грчко-југословенска конфедерација
Грчко-југословенска конфедерација или федерација, или Балкански савез, био је политички концепт током Другог свјетског рата, који је заговарало Уједињено Краљевство и укључивао је југословенску владу у егзилу и грчку владу у егзилу. Обје владе су потписале споразум којим је овај приједлог унапријеђен, али никада није прешао етапу планирања због противљења унутар југословенске и грчке владе, догађаја у свијету и противљења Совјетског Савеза. Приједлог је предвиђао стварање стварање конфедерације Грчке и Југославије.

## Позадина
И Грчку и Југославију су окупирале силе Осовине и обје су образовале владе у егзилу са сједиштем у Лондону.
Оснивање савеза био је први корак британског „Идновог плана”: његов коначни циљ био је стварање средњо-источног савеза који је пријатељски настројен према западу. Сљедећи корак био је укључивање Албаније, Бугарске и Румуније у Балкански савез. Посљедњи корак био је стапање Балканског савеза са Средњоевропском федерацијом коју су образовале Мађарска, Чехословачка и Пољска. Први корак је био ограничен само на Југославију и Грчку, јер су оне биле једине земље које су подржавале савезнике.

## Споразум
Двије владе у егзилу преговарале су о условима споразума до краја 1941. године. Споразум су потписали Слободан Јовановић и Емануил Цудерос на свечаности одржаној у британском Форин офису, којом је предсједавао британски министар иностраних послова Ентони Идн. У споразуму је изричито наведено да се обје владе радују приступању других земаља Балканском савезу. Иако је савјетован опрез са надањем да ће Бугарска и Румунија приступити савезу, Идн је 4. фебруара 1942. у Дому комуна изјавио да ће споразум који су потписале Грчка и Југославија, бити основа за образовање Балканске конфедерације.
Подстакнути Форин офисом, заједно са Пољско-чехословачком конфедерацијом, требало је да образују прозападну организацију држава између Њемачке и Совјетског Савеза. Обје владе у егзилу договориле су се да образују политички, економски и војни савез, са слоганом „Балкан балканским народима”.
Владе не би биле уједињене, али би постојала велика координација између њихове законодавне и извршне власти. Монархије би требало да буду уједињене браком југословенског краља Петра II и грчке принцезе Александре. Савез је требао да буде финализован послије рата.
Брак Петра и Александре се показао као проблематичан потез и умањио је подршку савезу од обје владе у егзилу. На међународној сцени, Турска је конфедерацију добро прихватила, али јој се противио Совјетски Савез, пошто Јосиф Стаљин није видио потребу за јаком и независном федерацијом у Европи која би могла да угрози његове планове у источној Европи.

## Крај
Британска влада је 1942. одлучила да подржи снаге на челу са Јосипом Брозом Титом, умјето покрете који је преводио Драгољуб Дража Михаиловић и уједно одбацила план као неизводив. Британци су 1944. повукли признање југословенске владе у егзилу и признали комунистички Национални комитет ослобођења Југославије на челу са Иваном Шубашићем, који је био подређен Титу.
Како се окончао Други свјетски рат, Југославија се помјерила ка комунистичком табору и почео је Грчки грађански рат.
Уз малу подршку било које постојеће силе конфедерацији, она никада није остварена, али су је накратко гајили у облику комунистичке федерације поједине комунистичке вође, убрзо након рата.

## Алтернативни планови
Крајем 1944. Комунистичка партија Југославије започела је израду алтернативних планова за успостављање Балканске федерације. Пошто су се Черчил и Стаљин сложили да ће Грчка бити у западној сфери утицаја, планови су морали изузети Грчку.

## Напомена
1. ↑  Како детаљи планираног савеза никада нису финализовани, није јасно да ли би то била федерација или конфедерација. Извори користе и израз „Грчко-југословенска федерација” и израз „Грчко-југословенска конфедерација”.